# Diamond Peak
Diamond Peak je nejvyšší hora pohoří Lemhi Range a jedna z dominantních hor v Idahu. Je čtvrtou nejvyšší horou Idaha a druhou horou s nejvyšší prominencí v Idahu. Leží v jižní části pohoří, V Butte County, ve středo-východním Idahu.
Diamond Peak je viditelný z řady míst státu, včetně více než 100 kilometrů vzdáleného Idaho Falls.